# Cabut tacat
El cabut tacat (Capito niger) és una espècie d'ocell de la família dels capitònids (Capitonidae) que habita el nord-est de l'Amazònia occidental, a Brasil, Guaiana Francesa, Guyana, Surinam i Veneçuela.